# Echt lustig
Echt lustig ist eine Sendung des österreichischen Fernsehsenders ORF, die seit 2006 von Gebhardt Productions produziert und vom Komiker Viktor Gernot moderiert wurde. Bisher wurden 11 Folgen sowie 3 Spezialfolgen gedreht. Das Konzept ähnelt der deutschen Clipshow Upps!. In jeder Folge werden Homevideos mit Off-Kommentaren und Zwischenmoderationen gezeigt. Im Jänner 2009 wurden 3 Spezialfolgen unter der Regie von Leopold Bauer (Regisseur von Wir sind Kaiser und Die Lottosieger) produziert, in der Gäste aus dem Comedy- und Kabarett-Bereich eingeladen wurden. Außerdem zeigte man Satireklassiker aus mehreren Jahrzehnten des Rundfunks.